# Thomas Minton

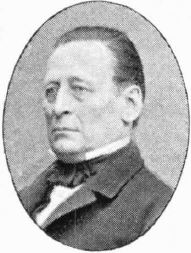
Thomas Minton.

Thomas Minton, född 29 november 1804 på Nordsjön, död 15 maj 1866 i Stockholm, var en svensk läkare.

## Biografi
Minton, som var son till den engelske fabriksidkaren Charles Minton och hans hustru Karolina Finck, som var av svensk börd, föddes under föräldrarnas flyttningsresa från England till Danmark. 
Efter faderns död flyttade modern med sin sjuårige son till Helsingborg. Minton blev student vid Lunds universitet 1821, medicine kandidat 1828, medicine licentiat 1829, kirurgie magister 1830 och medicine doktor 1831 på avhandlingen Observationes circa prophylaxin in morbis contagiosis acutis. Samma år anställdes han som bataljonsläkare vid Hälsinge regemente på Mohed och förordnades att tillika vara extra provinsialläkare i Ljusdals distrikt och utnämndes 1832 till provinsialläkare i Söderhamns distrikt.
År 1837 företog han en vetenskaplig resa till England och Frankrike, erhöll på egen begäran avsked från provinsialläkartjänsten 1841 och bosatte sig samma år i Stockholm, där han vann betydande anseende som privatpraktiserande ögonläkare. Minton var även allmänt uppskattad för sin välgörenhet. Han gifte sig 1843 med Susette Dolder.